# Educação na Coreia do Norte

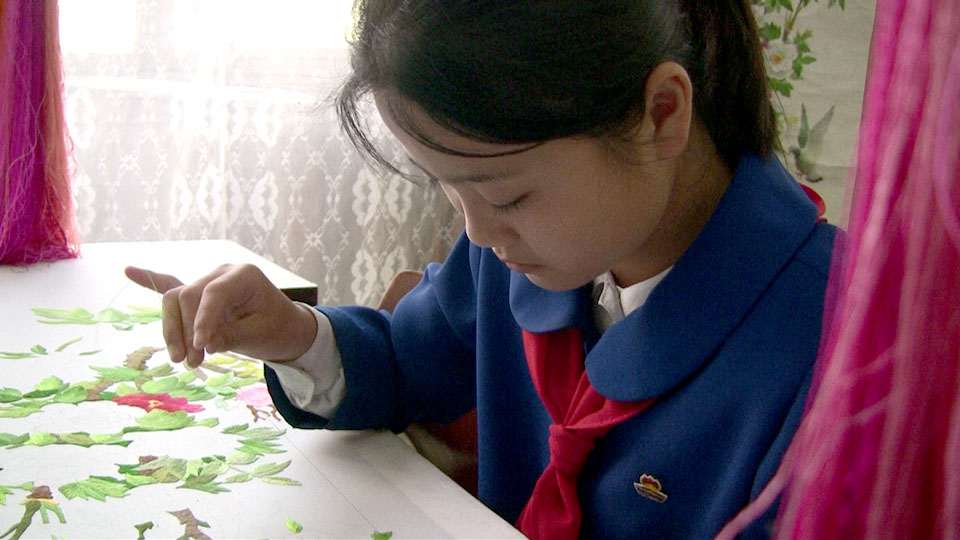
Criança norte-coreana em uma escola em Pyongyang.

A Educação na Coreia do Norte é universal e financiada pelo Estado. A taxa de literacia para os cidadãos acima de 15 anos de idade é de 100%. As crianças passam por um ano no jardim de infância, quatro anos de ensino primário, seis anos de ensino secundário e, em seguida, para o ensino superior.
Em 1988, a Organização das Nações Unidas para a Educação, a Ciência e a Cultura (UNESCO) informou que a Coreia do Norte tinha 35 000 estudantes em nível pré-escolar, 59 000 estudantes em nível primário, 111 000 estudantes em nível secundário, 23 000 estudantes em nível superior, além de 4 000 professores de nível superior.

## História
A educação formal tem desempenhado um papel central no desenvolvimento cultural da sociedade norte-coreana. Durante a Dinastia Joseon, a corte real estabeleceu um sistema de escolas que ensinava assuntos confucionistas nas províncias, bem como quatro escolas secundárias centrais na capital (à época, Seul). Não havia um sistema de educação primária apoiado pelo Estado.
Durante o século XV, as escolas patrocinadas pelo Estado diminuíram em qualidade e foram suplantadas em importância pelas academias privadas, como os centros de renascimento neoconfucionistas no século XVI, com o mais conhecido destes sendo o Seowon. O ensino superior passou a ser fornecido pelo Seonggyungwan, a Universidade Nacional de Confúcio, em Seul. Sua capacidade era limitada a 200 alunos, que deveriam passar nos exames de serviço civil.
No final do século XIX e início do século XX, grandes mudanças educacionais ocorreram. O Seowon foi abolido pelo governo central. Missionários cristãos estabeleceram escolas modernas que ensinavam assuntos presentes nos currículos do Ocidente. Entre eles estava a primeira escola para as mulheres, a Universidade Ewha Womans, estabelecida por missionários metodistas norte-americanos como uma escola primária em Seul, em 1886. Durante os últimos anos da dinastia, cerca de 3 000 escolas particulares que ensinavam tanto homens quanto mulheres foram fundadas por missionários cristãos. A maioria dessas escolas estavam concentradas na parte norte da Coreia.

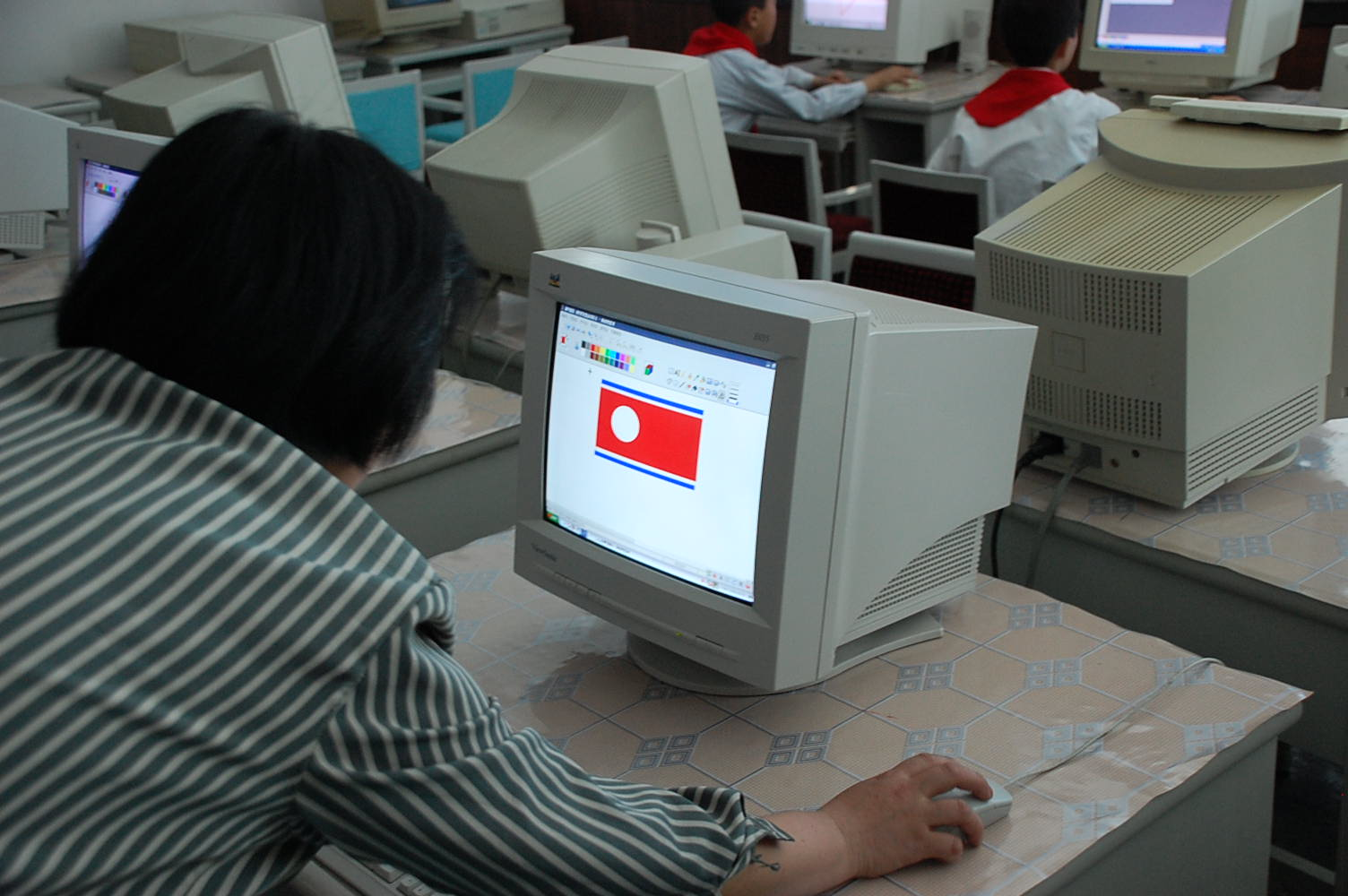
Aula de informática numa escola de Tanch'on.

Após o Japão anexar a Coreia em 1910, o regime colonial estabeleceu um sistema educacional com dois objetivos: dar aos coreanos uma educação mínima projetada para treiná-los para ocupar papéis subalternos em uma economia moderna e torná-los leais súditos do imperador; e proporcionar uma educação de qualidade mais elevada para expatriados japoneses que se estabeleceram em grande número na Península Coreana.
Os japoneses investiram muitos recursos no desenvolvimento da educação na Península coreana, mas as oportunidades para os coreanos eram severamente limitadas. A Universidade do Estado modelado, que era submetida à Universidade Imperial de Tóquio, foi estabelecida em Seul, em 1923, mas o número de coreanos autorizados a estudar nunca excedeu os 40% de suas matrículas, com o restante de seus alunos sendo japoneses. Universidades privadas, incluindo as estabelecidas por missionários como o Sungsil College, em Pyongyang, e Chosun Christian College, em Seul, reservavam boa parte de suas vagas ao estudantes coreanos.
Após o estabelecimento da Coreia do Norte, um sistema de educação modelado no modelo educacional da União Soviética foi estabelecido. No momento do estabelecimento da nova base de ensino secular na Coreia do Norte, dois terços das crianças em idade escolar não frequentavam a escola primária, e a maioria dos adultos, totalizando 2,3 milhões, eram analfabetos. Em 1950, o ensino primário passou a ser obrigatório. A eclosão da Guerra da Coreia, no entanto, atrasou a realização deste objectivo, e a educação primária universal não foi alcançada até 1956. Em 1958, foram implementados sete anos de ensino primário e secundário obrigatórios.
Em 1959, a "educação universal financiada pelo Estado" foi introduzida em todas as escolas; não só com instrução de educação, mas também livros didáticos, uniformes, alojamento e alimentação, todas fornecidas aos estudantes pelo Estado. Em 1967, nove anos de ensino tornaram-se obrigatórios. Em 1975, o sistema de ensino de onze anos passou a ser obrigatório, o qual incluía um ano de pré-escolar e dez anos de ensino primário e secundário. Este sistema permaneceu em vigor até 1993. Naquela época, a Coreia do Norte ainda detinha uma alta taxa de analfabetismo entre a população adulta, e era habitada por aproximadamente 18,9 milhões de habitantes. Desde 2012, o governo do país está estudando medidas para revisar o plano de educação norte-coreano.

## Ensino primário e secundário
No início de 1990, o sistema de ensino primário e secundário obrigatório foi dividido em um ano de jardim de infância, quatro anos de ensino primário (escola do povo) para as idades de seis a nove anos, e seis anos de ensino médio sênior (escola secundária) para as idades de dez a quinze anos. Há dois anos de jardim de infância, para crianças de quatro a seis, mas apenas o segundo ano (nível do jardim de infância superior) é obrigatório.

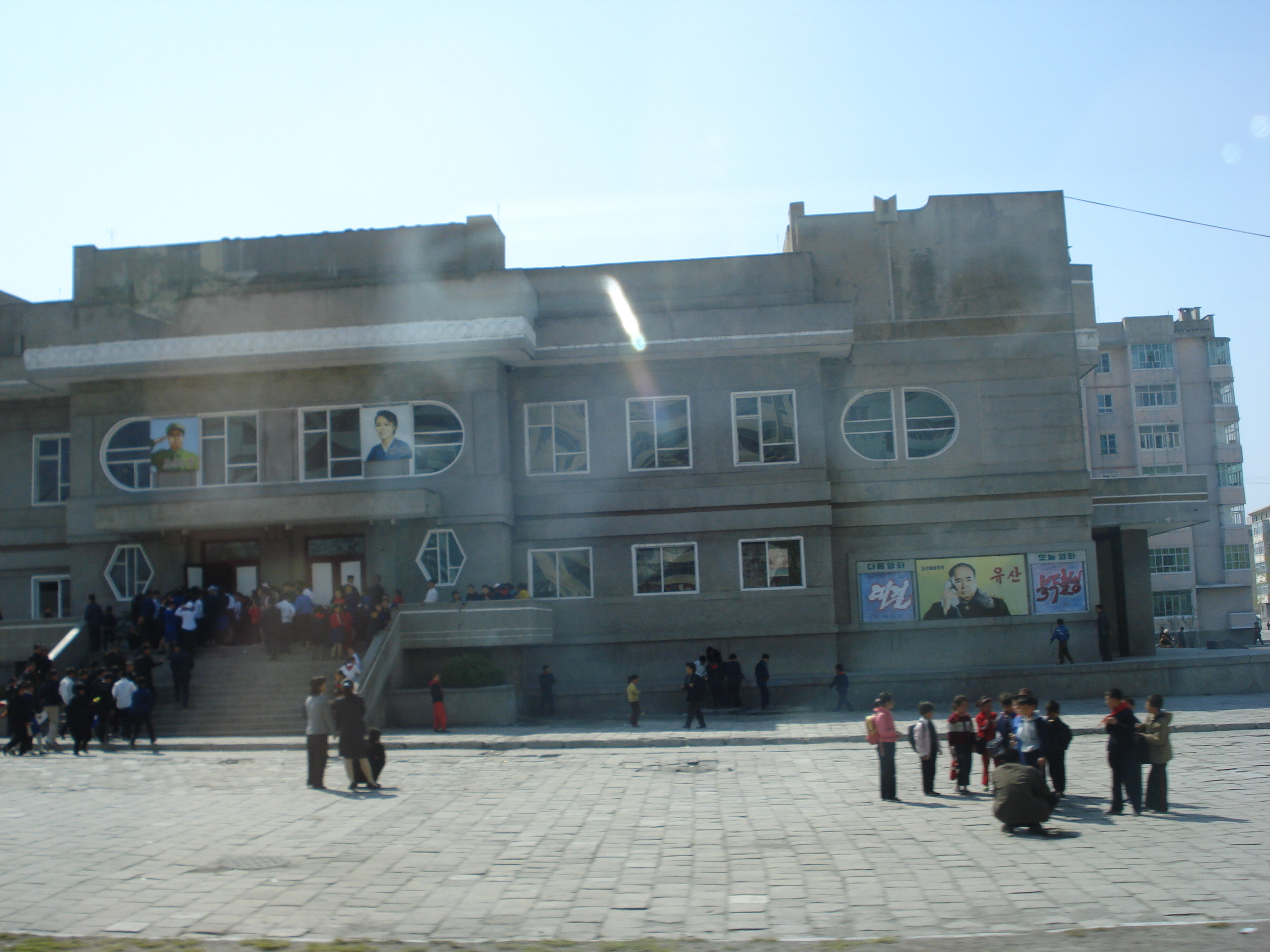
Uma escola secundária na Coreia do Norte.

Em meados de 1980, havia 9 530 escolas primárias e secundárias. Depois de se formar na "escola do povo", os estudantes entram em uma escola secundária regular ou uma escola secundária especial, que concentra-se em música, arte ou línguas estrangeiras. Estas escolas ensinam ambas as suas especialidades e assuntos gerais. O Instituto Revolucionário Mangyongdae, onde os filhos da elite norte-coreana são preparados para prestar serviço como oficiais do Exército Popular da Coreia, é uma importante escola especial onde a formação moderna em economia e tecnologia é acentuada, assim como é na Escola Revolucionária Kang Pan Sok.
No início de 1990, a graduação do sistema de ensino obrigatório ocorria aos dezesseis anos. De acordo com as estatísticas norte-coreanas divulgadas no final de 1980, as escolas primárias tinham um total de 1,49 milhão de crianças em 1987; com as escolas de ensino médio seniores tendo 2 660 000 estudantes no mesmo ano. Uma comparação com o número total de crianças e jovens nessas faixas etárias mostra que 96% do grupo etário está inscrito no sistema de ensino primário ou secundário.
Currículos escolares são equilibrados entre assunto acadêmicos e políticos. Temas como a língua coreana, matemática, educação física, desenho e música constituem a maior parte da instrução nas "escolas do povo". Mais de 8% da instrução é dedicada ao "Grande Kim Il Sung" e à "Moral comunista". As escolas superiores médias possuem assuntos politicamente orientados, incluindo o "Grande Kim Il-sung" e "A moral comunista", bem como a "Política do Partido Comunista," que compreendem, juntos, 5,8% da instrução fornecida.

## Ensino superior
Instituições de ensino superior incluem faculdades e universidades; escolas de formação de professores — com cursos de quatro anos para preparar instrutores do jardim de infância, primário e secundário —; faculdades de tecnologia avançada (com cursos de dois ou três anos); escolas médicas (com cursos de seis anos); faculdades especiais para a ciência e engenharia, arte, música e línguas estrangeiras; e colégios militares e academias. O relatório de Kim Il Sung para o sexto Congresso do Partido dos Trabalhadores da Coreia, em outubro de 1980, revelou que havia 170 instituições de ensino superior e 480 escolas superiores especializadas naquele ano. Em 1987, havia 301 000 alunos de nível superior no país.